# Notoriété
La notoriété d'une personne, d'un organisme, d'une marque ou d'un produit est sa renommée publique, le fait qu'il soit connu (ou non).

## Taux de notoriété
On peut calculer un taux de notoriété en pourcentage de population ayant cité la personne, l'organisme, la marque ou le produit dans une catégorie donnée.
Le taux de notoriété spontanée est le pourcentage des personnes interrogées qui citent spontanément le nom de la marque. Par exemple, à la demande « Nommez-moi un parfum pour homme », 75 % des personnes interrogées ont cité Kenzo, 50 % Hugo Boss, etc. Cas particulier : la première réponse (si la personne en cite plusieurs) constitue le top of mind (littéralement, le "sommet de l'esprit").
Le taux de notoriété assistée ou suggérée est le pourcentage des personnes interrogées qui affirment connaître la marque à la mention de celle-ci. Par exemple, à la question « Connaissez vous la marque Kenzo ? », 95 % des personnes interrogées ont répondu « Oui ».
La notoriété d'une marque varie beaucoup en fonction de l'image de celle-ci et de sa réputation.